# Mindarus abietinus
Mindarus abietinus är en insektsart som beskrevs av Koch 1857. Enligt Catalogue of Life ingår Mindarus abietinus i släktet Mindarus och familjen långrörsbladlöss, men enligt Dyntaxa är tillhörigheten istället släktet Mindarus och familjen granbladlöss. Arten är reproducerande i Sverige.

## Underarter
Arten delas in i följande underarter:
- M. a. triprimesensori
- M. a. abietinus